# Ida Björkman
Ida Elisa Björkman, född Ekberg, född 14 december 1878 i Grönby, Skåne, död 13 augusti 1948 i Osby, var en svensk evangelist och författare.
År 1899 gick hon en evangelistkurs och blev därefter evangelist i Helgelseförbundet. Hon gifte sig med Conrad Björkman 1904. Skrev psalmsånger, bland annat i Conrads Ungdomsstjärnan.

## Psalmer
- Den ropandes källa i Lehi
- Guds källa har vatten tillfyllest för törstande kvinnor och män nr 718 i Psalmer och Sånger 1987
- Uti ungdomens lyckliga dagar nr 2 i Ungdomsstjärnan med titeln "Från mörker till ljus".
- Vid korets helga fot nr 17 i Ungdomsstjärnan med titeln "Korsblomman".